# Prelametila
Prelametila is een geslacht van tweekleppigen uit de  familie van de Lametilidae.

## Soorten
- Prelametila clarkei Allen & Sanders, 1973
- Prelametila faba (Knudsen, 1970)